# Vittorio Pica

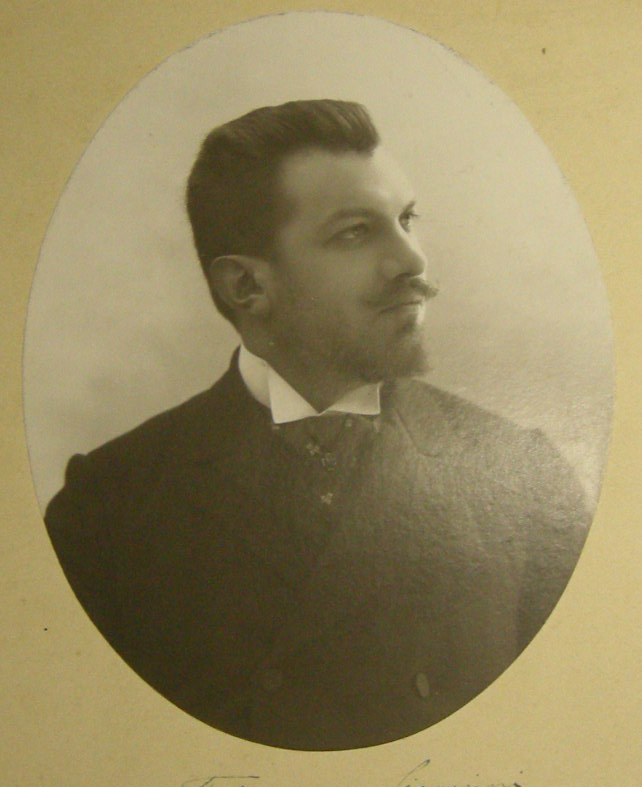
Vittorio Pica um 1901

Vittorio Pica, eigentlich Vittorio Emanuele Giuseppe Vincenzo de Anna (* 21. April 1862 in Neapel; † 1. Mai 1930 in Mailand), war ein italienischer Kunstkritiker und Schriftsteller.

## Leben
Vittorio war der Sohn aus einer nichtehelichen Beziehung zwischen Giuseppe Pica (1813–1887), später Professor für Strafrecht an der Universität Modena und Senatore del Regno d’Italia, und der Engländerin Anna James, während dessen Exil in England. Seine Mutter war zunächst mit dem Italiener Luigi de Anna verheiratet. Das Ehepaar gab dem Kind den Namen Vittorio Emanuele Giuseppe Vincenzo de Anna. In zweiter Ehe heiratete Anna James 1880 seinen leiblichen Vater, der ihn adoptierte; von da an führte er den Namen Vittorio Pica.
Ab 1880 studierte Vittorio Pica an der Universität Neapel Jura, profilierte sich aber bald als Literaturkritiker – 1881 mit einem Artikel über Albert Glatigny und ab 1882 mit Essays über die Brüder Goncourt. Er befreundete sich mit Edmond de Goncourt und schrieb in der Pariser La Revue indépendante (1884–1895) für Édouard Dujardin und Félix Fénéon. In seinen Essays bis ins Jahr 1898 blieb dem Leser Picas Frankophilie erhalten. Er schrieb nicht nur über Paul Verlaine und Stéphane Mallarmé, sondern korrespondierte mit Letzterem und suchte ihn auf. Vittorio Pica war wohl der Erste, der Arthur Rimbauds Verse in Italien bekannt gemacht hat.
Vittorio Pica schrieb in den 1890er Jahren für die Revue encyclopédique der Éditions Larousse und ab 1896 für Angiolo Orvietos (1869–1967) Florentiner Il Marzocco.

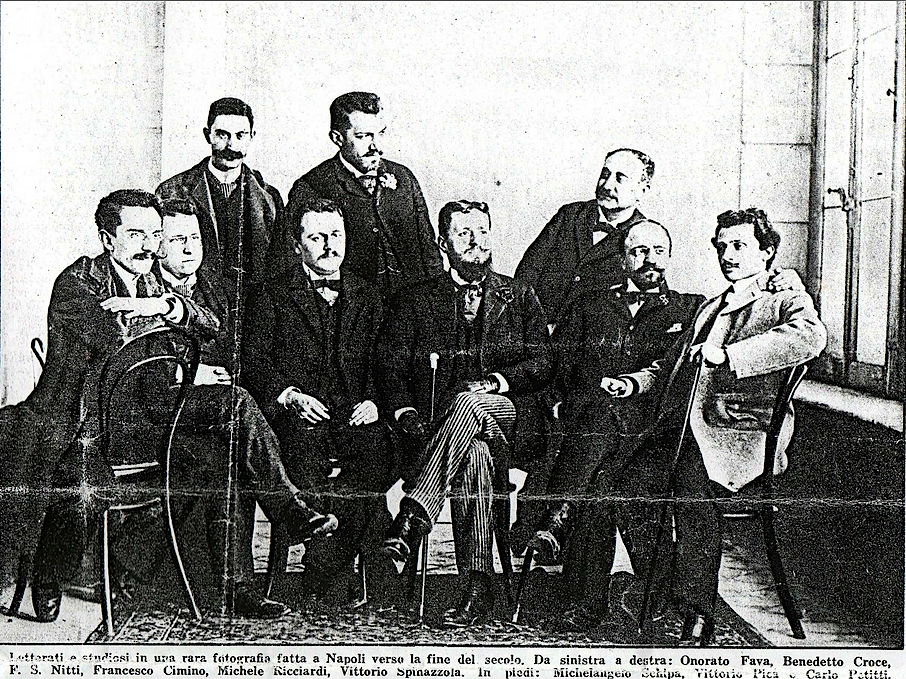
Die Società dei Nove Musi in den 1890er Jahren, hinten in der Mitte Vittorio Pica

1901 bis 1907 wirkte Pica für die Biennale in Venedig als Oberster Kurator und in den 1920er Jahren als ihr Generalsekretär. 1926 präsentierte er auf der 15. Biennale der Öffentlichkeit drei Gemälde Edgar Degas’, die in Neapel von Verwandten des Malers entdeckt worden waren.
Ab 1900 bis zu seinem Tode leitete Vittorio Pica in Bergamo das illustrierte Kunstmagazin Emporium. Gemeinsam mit Jules Chéret und Roger Marx entwickelte er das künstlerische Poster weiter.
Seiner Heimatstadt Neapel blieb Pica treu; er gründete mit Luigi Pierro (1843–1917) und anderen Intellektuellen – wie Benedetto Croce und Francesco Saverio Nitti – im Jahr 1890 die Società dei Nove Musi (Gesellschaft der neun Gesichter; mit einer Anspielung an die Musen (muse)).

## Schriften (Auswahl)
- All'avanguardia. Neapel 1890.
- L'arte dell'Estremo Oriente. L. Roux, Turin/Rom 1894 (Digitalisat).
- L'arte Europea a Venezia. Pierro, Neapel 1895.
- L'arte medioevale a Venezia. Pierro, Neapel 1897.
- L'arte decorativa all' Esposizione di Torino del 1902. Istituto italiano d'arti grafiche, Bergamo 1903 (Digitalisat).
- Attraverso gli albi e le cartelle
  - Prima Serie. Istituto italiano d'arti grafiche, Bergamo 1904 (Digitalisat).
  - Seconda Serie. Istituto italiano d'arti grafiche, Bergamo 1907 (Digitalisat).
  - Terza Serie. Istituto italiano d'arti grafiche, Bergamo o. J. (Digitalisat).
- L'arte giapponese al Museo Chiossone di Genova. Bergamo 1907 (Digitalisat).
- Gli impressionisti francesi. Istituto italiano d'arti grafiche, Bergamo 1908 (Digitalisat).
- L'arte mondiale a Roma nel 1911. Istituto italiano d'arti grafiche, Bergamo 1913 (Digitalisat).
- Giuseppe de Nittis, l'uomo e l'artista. Alfieri-Lacroix, Mailand 1914.
- Arte ed artisti nella Svezia dei giorni nostri. Bestetti e Tumminelli, Mailand 1915.